# تابيثا سانت جيرماين
تابيثا سانت جيرماين (Tabitha St. Germain) هي ممثلة كندية ولدت في 11 أغسطس 1976 في بوسطن، ماساتشوسيتس.

## أدوارها في الأنمي

### مسلسلات أنمي تلفزيونية
- إينوياشا - كومي
- ديث نوت - ناومي ميسورا
- شاكوغان نو شانا - شانا
- هامتارو - باشمينا
- بلاك لاغون - روبرتا
- البدلة المتنقلة جاندام سيد - فلاي ألستر (النسخة الأصلية), هارو (النسخة الأصلية), توري (النسخة الأصلية)
- البدلة المتنقلة جاندام سيد ديستني - فلاي ألستر (النسخة الأصلية), هارو (النسخة الأصلية)
- البدلة المتنقلة جاندام 00 - سوما بيريس، هارو البرتقالي، هارو الأحمر
- ذا سول تيكر - كاسومي شينا
- دوت هاك روتس - أستا، نازو غرانتي

## أدوارها في الرسوم المتحركة
- ماي ليتل بوني: فرندشيب إز ماجيك - راريتي، نايتمير مون/الأميرة لونا، غراني سميث، السيدة كيك، فوتو فينيش
- سعيد في وجه التعاسة - أولويز
- إد، إدد وإدي - ناز (الموسم الأول)
- من ألف ليلة وليلة - دنيازاد
- إكس-من: إيفولوشن - دانييل مونستار
- سابرينا: أسرار ساحرة مراهقة - هيلدا سبيلمان، فيرالوبا
- لوليروك - أوريانا
- ليتليست بيت شوب - بيبر كلارك

## أدوارها في ألعاب الفيديو
- ديفل كينغز - برامبل

## وصلات خارجية
- تابيثا سانت جيرماين على موقع IMDb (الإنجليزية)
- تابيثا سانت جيرماين على موقع ميوزك برينز (الإنجليزية)
- تابيثا سانت جيرماين على موقع قاعدة بيانات الفيلم (الإنجليزية)
- تابيثا سانت جيرماين على موقع ANN person (الإنجليزية)